# Cmentarz Narodowy w Arlington
Cmentarz Narodowy w Arlington (ang. Arlington National Cemetery) – amerykański cmentarz wojskowy położony w Arlington, w stanie Wirginia na terenie Stanów Zjednoczonych. Cmentarz został założony podczas wojny secesyjnej poprzez wykupienie posiadłości Arlington House, należącej do Mary Ann Lee, żony generała wojsk konfederacji Roberta E. Lee.
Na terenie nekropolii pochowanych jest ok. 400 000 zmarłych członków sił zbrojnych, weteranów z wszystkich wojen, w których brały udział Stany Zjednoczone w całej swej historii, począwszy od rewolucji amerykańskiej, oraz członkowie ich rodzin. Poza tym jest to miejsce pochówku niewielkiej liczby cywilów, którzy w jakiś sposób byli związani z armią lub polegli w czasie pełnienia obowiązków. Na cmentarzu w Arlington miały miejsce pogrzeby państwowe – William Taft, John F. Kennedy, Robert F. Kennedy oraz gen. John Pershing. Do roku 1992 na cmentarzu znajdował się grób Ignacego Jana Paderewskiego.
Cmentarz jest położony na zachód od miasta Waszyngton, za rzeką Potomak. Tuż obok, po południowo-wschodniej stronie, znajduje się budynek Pentagonu.
Główne obiekty cmentarza to amfiteatr oraz Grób Nieznanych Żołnierzy zawierający szczątki niezidentyfikowanych amerykańskich żołnierzy, ofiar I wojny światowej, II wojny światowej oraz wojny koreańskiej i wojny wietnamskiej, przy którym przez 24 godziny i 365 dni w roku utrzymywana jest warta honorowa.
Inne często odwiedzane miejsca na terenie Narodowego Cmentarza w Arlington to grób prezydenta Stanów Zjednoczonych Johna F. Kennedy’ego i jego brata Roberta Kennedy’ego, monument poświęcony 266 marynarzom krążownika pancernego USS „Maine”, którzy zginęli w efekcie eksplozji i zatonięcia okrętu w 1898 roku oraz miejsce pamięci ofiar lotów promów kosmicznych Challenger i Columbia, które zakończyły się katastrofami.